# Grundsunda distrikt
Grundsunda distrikt är ett distrikt i Örnsköldsviks kommun och Västernorrlands län. Distriktet ligger omkring Husum i östra Ångermanland. 

## Tidigare administrativ tillhörighet
Distriktet inrättades 2016 och utgörs av Grundsunda socken i Örnsköldsviks kommun.
Området motsvarar den omfattning Grundsunda församling hade 1999/2000.

## Tätorter och småorter
I Grundsunda distrikt finns en tätort och tre småorter.

### Tätorter
- Husum

### Småorter
- Banafjäl
- Fälludden (del av)
- Sillviken och Stubbsand (del av)